# Затонский, Михаил Петрович
Михаи́л Петро́вич Зато́нский (псевдоним Батрак; 1882, Саратовский уезд — 17 мая 1930, СССР) — эсер, член ЦК ПСР и Предпарламента, делегат Всероссийского учредительного собрания.

## Биография
Михаил Затонский родился в 1882 году в деревне Поливановка Саратовского уезда одноименной губернии в семье крестьянина Петра Затонского. Михаил получил начальное образование — окончил сельскую школу, а затем получил профессию токаря.
В начале 1902 года немецкой полиции, совместно с агентами русской «охранки», удалось обнаружить существование организации, издававшей и распространявшей газету «Искра». По этому делу был арестован и Михаил Затонский. По решению суда Российской империи (с официальной формулировкой «за принадлежность к „Союзу борьбы за освобождение рабочего класса“») он был сослан в Архангельскую губернию, где и находился в ссылке с 1903 по 1905 год. (После этого дела издание «Искры» было перенесено сначала в Лондон, а весной 1903 года — в Женеву).
В 1905 году Михаил Затонский избирался в первый состав Петербургского Совета рабочих депутатов: на этом основании он был вновь арестован полицией, но уже в 1906 году дело в его отношении было прекращено. После этого Затонский покинул пределы России, но продолжал «активно сотрудничать в партийной прессе».
В 1911 (или 1913) году Михаил Затонский вернулся в Российскую империю, где начал работал в Петербургском Союзе металлистов, в котором его избрали председателем. Во время Первой мировой войны он вел партийную деятельность в Петрограде. В 1917 году Затонский стал соредактором газеты «Знамя труда» и примкнул к левым эсерам. В том же году, на III Съезде партии социалистов-революционеров (25 мая — 4 июня), он избрался в эсеровский ЦК (ЦК ПСР).
В это время Михаил Петрович, вместе с Л. Я. Герштейном, являлся также членом Военной комиссии при ЦК партии эсеров (создана 10 июня 1917 года), участвовал во Всероссийском демократическом совещании в Петрограде (14—22 сентября 1917 года) и входил в сформированный Предпарламент. На выборах в Учредительное собрание он стал обязательным кандидатом ПСР. В конце 1917 года Затонский избрался делегатом в Собрание от Саратовского округа по списку № 12 (эсеры и Совет крестьянских депутатов). 5 января 1918 года он стал участником заседания-разгона Учредительного собрания.
Михаил Затонский был также делегатом IV Съезда ПСР, проходившего с 26 ноября по 5 декабря 1917 года.
После Октябрьской революции Затонский работал на Украине. В период Гражданской войны, с июня 1920 года, он находился в Бутырской и Ярославской тюрьмах. В 1922 году ему было предъявлено обвинение в антисоветской деятельности. По мнению члена ЦК ПСР Д. Ф. Ракова, самочувствие Затонского в тюрьме (в тюремном подотделе Московского ЧК на Нижнем Кисельном переулке, 8) было «очень плохим», и он вместе с группой других заключенных собирался требовать перевода в другую тюрьму.
В 1935 году в СССР вышло третье, посмертное, издание книги Михаила Петровича Затонского «Токарь по металлу».

## Произведения
- М. П. Затонский, Социалисты и война // Первая мировая война в оценке современников: власть и российское общество. 1914—1918. В 4 т. Т. 4. Демократия «страны нарушенного равновесия» / отв. ред. А. П. Ненароков. — М.: РОССПЭН, 2014. — 591 с. — С. 295—303[9][10]; ISBN 978-5-8243-1874-6.
- М. П. Затонский, Токарь по металлу: Практич. руководство / М. П. Затонский; с пред. М. И. Калинина. — 3-е изд., посмертное, испр. — Москва; Ленинград: Онти. Глав. ред. лит-ры по машиностроению и металлообработке, 1935 (Л.: тип. «Кр. печатник»). — 115 с[8].